# Allen (Dakota du Sud)
Pour les articles homonymes, voir Allen.
Allen est un census-designated place du comté de Bennett, dans le Dakota du Sud, aux États-Unis. La localité comptait 420 habitants au recensement de 2010. Elle est considérée comme la plus pauvre des États-Unis ; elle est aussi connue pour se trouver près du pôle d’inaccessibilité continentale d'Amérique du Nord.
La localité doit son nom au Charles W. Allen, premier commerçant du bourg et élu de la ville voisine de Martin.

## Démographie
| 2000 | 2010 | - | - | - | - |
| ---- | ---- | - | - | - | - |
| 419  | 420  | - | - | - | - |